# Långtjärnen (Överluleå socken, Norrbotten)
Långtjärnen är en sjö i Bodens kommun i Norrbotten och ingår i Altersundets huvudavrinningsområde.